# エルネスト・サバト
エルネスト・サバト（Ernesto Sabato、1911年6月24日 - 2011年4月30日）は、アルゼンチンの作家。ブエノスアイレス州ロハス生まれ。

## 生涯
両親はイタリア系のアルバニア移民で製粉所を営んでいた。中学時代より文学、数学に親しみ、大学では物理学を学ぶ傍ら共産党に入党するが、国際会議に出て失望を味わってからは科学の世界に没頭した。1938年国立ラプラタ大学で物理学の博士課程を修了、奨学金を得てキュリー研究所にて放射線研究を行い、その一方でシュルレアリストたちと交友を持った。その後マサチューセッツ工科大学に移り、1940年に帰国した後は大学で相対性理論、量子論を教えつつ、文学同人誌にエッセイの発表を始め、文芸誌への寄稿をきっかけにボルヘスとも親交を結んだ。
1948年、最初の長編小説『トンネル』を発表。国内で評判を得たこの作品はカミュに絶賛されて仏訳され、彼の名を国際的に高めることになった。その後の小説は『英雄たちと墓』（1961年）、『根絶者アバドン』（1974年）と、その作家としてのキャリアにおいてわずか三作しか発表していないもののいずれも評価が高く、寡作ながら重要作家として知られた。一方で断片的なエッセイは継続的に発表しており、エッセイ集は『人と宇宙』『人間と歯車』『ヘテロデクス』といった文明論集、『作家とその亡霊たち』のような文学論集など20冊を数える。文学論においては実存主義的立場からヌーヴォー・ロマンや構造主義に対する批判も行った。1976年には『サバト報告書』と題する、1973年から1983年まで続いた独裁政権の犠牲となった反体制活動家たちについての5000ページにわたる克明な報告を発表している。1984年にはスペイン語圏最高の文学賞であるセルバンテス賞を、1989年にはエルサレム賞を受賞、ノーベル文学賞の候補としてもたびたび名を挙げられた。

## 日本語訳
- 『トンネル』高見英一訳、国書刊行会、ラテンアメリカ文学叢書、1977年
- 『英雄たちと墓』安藤哲行訳、集英社、ラテンアメリカの文学、1983年
- 『作家とその亡霊たち』寺尾隆吉訳、現代企画室、2009年